# Lángfa
A lángfa (Brachychiton) a mályvavirágúak (Malvales) rendjében a Sterculioideae alcsalád egyik nemzetsége mintegy 31 fajjal. Nem tévesztendő össze a pillangósvirágúak (Fabaceae) családjához tartozó, és időnként ugyancsak lángfának nevezett tűzvirágfa (Delonix regia) növényfajjal.

## Származása, élőhelye
Ausztráliában endemikus, de némely, dísznövénynek ültetett faját a világ számos trópusi, illetve szubtrópusi éghajlatú területére betelepítették. A nemzetség nevét a görög 'brachisz' (rövid) és khitón szavak összetételéből kapta, arra utalva, hogy termése gyorsan leveti burkát. A 31 fajból 30 Ausztráliában, egy Új-Guinea szigetén él. A legrégibb, Új-Zélandon és Új-Dél-Walesben talál fosszíliái mintegy 50 millió évesek.

## Megjelenése, felépítése
Fák vagy nagyobb bokrok; az egyes fajok 4–30 m magasra nőhetnek. Több faja (de messze nem mind) törzsszukkulens. Az egyes fajok levelei igen sokfélék: vannak közöttük egyszerűek és pálmaszerűen, szárnyasan összetettek is.
Valamennyi faj egylaki; külön porzós és külön termős virágokkal. Nőivarú virágaikban öt termőlevél nő, és mindegyikük néhány magot tartalmazó gyümölccsé fejlődhet. A legtöbb faj virágai élénk színűek és harang alakúak; a virág színe fajon belül is változhat.

## Életmódja
A Brachychiton populneus örökzöld; a többi faj lombhullató. A kontinens keleti erdőségeiben honos fajok fő látványossága, hogy virágaik a lombtalan időszakban nyílnak; a szárazabb, központi részeken honos fajok virágai a levelekkel egy időben.
A legtöbb faj kevéssé igényes; szinte bármilyen talajon megél.

## Felhasználása
Több lombhullató faját díszfának ültetik. Fájából a bennszülöttek halászcsónakokat készítettek; a betelepült európaiak főleg kerítéseket és zsindelyeket. A félsivatagos–sivatagos vidékeken lombjuk a száraz időszakban fontos takarmány, de nagyobb mennyiségben etetve megmérgezi a birkákat és kecskéket – a toxin egyelőre (2010-ben) ismeretlen. A termések mérgezőbbek, mint a levelek.